# Unukalhai
Unukalhai (α Ser / α Serpentis / 24 Serpentis) es la estrella más brillante de la constelación de Serpens, la serpiente, situada en la parte occidental de la misma (Serpens Caput).

## Nombre
Unukalhai, así como sus variantes Unuk, Unuk al Hay o Unuk Elhaia, proceden del árabe عنق الحية, cunuq[u] al-ħayya[h], y significan «el cuello de la serpiente». Otro nombre menos frecuente, Cor Serpentis, proviene del latín y significa «el corazón de la serpiente».
Esta estrella puede haber sido la Lucidus Anguis que aparece en las obras Ovidio y Virgilio.

## Características físicas
Situada a 73 años luz del sistema solar, Unukalhai es una gigante naranja de tipo espectral K2IIIb, muy similar a Hamal (α Arietis) y Cebalrai (β Ophiuchi). De magnitud aparente +2,63, su luminosidad —incluida la radiación que emite en la región infrarroja— es 70 veces mayor que la luminosidad solar. Con un radio aproximadamente 15 veces más grande que el radio solar, su energía proviene de la transformación de helio en carbono y oxígeno. Su temperatura efectiva de 4300 K permite calificarla como gigante naranja «caliente» y, como tal, emite rayos X, a diferencia de gigantes naranjas más frías que no lo hacen.
Con una masa un 79% mayor que la masa solar, su metalicidad es casi un 50% más elevada que la encontrada en el Sol ([Fe/H] = +0,17).
Visualmente Unukalhai tiene una compañera de magnitud +11,8 a 58 segundos de arco de la estrella principal que no parece estar físicamente vinculada a ella.